# Mauricio Pimiento
Mauricio Pimiento Barrera (Bucaramanga; 17 de marzo de 1961) es un abogado y político colombiano, miembro del Partido de la U. Fue elegido para integrar el Senado de Colombia y condenado por nexos con grupos paramilitares.

## Carrera profesional
Entre los principales cargos profesionales que ocupó Pimiento Barrera se identifican:
| Cargo público                                          | Entidad                                                     | Fecha Inicio       | Fecha Fin               |
| Agente Fiscal Del Departamento Del Cesar En Bogot      | Gobernación del Departamento Del Cesar                      | 1 de enero de 1982 | 31 de diciembre de 1983 |
| Director Administrativo                                | Ministerio de Desarrollo y Agricultura                      | 1 de enero de 1983 | 31 de diciembre de 1985 |
| Director Adminstrativo                                 | Ministerio de Desarrollo Económico                          | 1 de enero de 1985 | 31 de diciembre de 1986 |
| Gerente General                                        | Centro de Convenciones Gonzalo Jiménez De Quesada - Proexpo | 1 de enero de 1986 | 31 de diciembre de 1987 |
| Secretario General                                     | Ministerio de Agricultura                                   | 1 de enero de 1987 | 31 de diciembre de 1988 |
| Auditor Operativo Nacional                             | Idema                                                       | 1 de enero de 1988 | 31 de diciembre de 1990 |
| Secretario General Y Subdirector Nacional De Personal  | ISS                                                         | 1 de enero de 1991 | 31 de diciembre de 1992 |
| Director general                                       | DRI                                                         | 1 de enero de 1992 | 31 de diciembre de 1994 |
| Consultor Internacional En Washington                  | Banco Interamericano de Desarrollo-Bid                      | 1 de enero de 2000 | 31 de diciembre de 2001 |
| Consultor Internacional                                | Chemonics International Inc                                 | 1 de enero de 2000 | 31 de diciembre de 2000 |
| Asesor De La Unidad Para La Promoción De La Democracia | OEA                                                         | 1 de julio de 2001 | 31 de diciembre de 2001 |

## Condena por Parapolitica
La Corte Suprema de Justicia encontró a Mauricio Pimiento autor de los delitos de concierto para delinquir agravado y constreñimiento al elector, por haberse beneficiado con la repartición electoral que hizo el desmovilizado líder paramilitar ‘Jorge 40', en el departamento del Cesar.
El juicio contra Pimiento se inició el 13 de diciembre de 2007. Durante el juicio se escucharon los testimonios de los desmovilizados jefes paramilitares Ernesto Báez, ‘Chepe' Barrera y Hernán Giraldo. 
La Corte Suprema hizo una revisión de los resultados electorales de los dos candidatos, sobre todo en aquellos municipios donde obtuvieron una votación superior al 30 por ciento del total, confrontó tales estadísticas con testimonios de dirigentes regionales del Cesar y concluyó que las votaciones coinciden plenamente con dos de las tres zonas geográficas en que los paramilitares decidieron dividir el departamento.
En consecuencia, el Alto Tribunal dijo que "los resultados electorales examinados, la evidente intimidación sobre la población y demás actores políticos, la eliminación de eventuales opositores, la no admisión de candidaturas distintas a las acordadas por el grupo paramilitar y la imposibilidad del libre ejercicio de actividades proselitistas", son situaciones reveladoras del concierto para delinquir imputado al senador Pimiento.

## Congresista de Colombia
En las elecciones legislativas de Colombia de 2002, Pimiento Barrera fue elegido senador de la república de Colombia con un total de 47.027 votos. Posteriormente en las elecciones legislativas de Colombia de 2006, Pimiento Barrera fue reelecto senador con un total de 52.485 votos.
En el 2008, la Corte Suprema de Justicia encontró a Pimiento culpable de los delitos de concierto para delinquir agravado y constreñimiento al elector, por haberse beneficiado con la repartición electoral que hizo el desmovilizado líder paramilitar ‘Jorge 40', en el departamento del Cesar. Decisión que fuera confirmada en otras instancias y en sede de tutela ante la Corte Constitucional de Colombia.

### Iniciativas
El legado legislativo de Mauricio Pimiento Barrera se identificó por su participación en las siguientes iniciativas desde el congreso:

- Modificar el artículo 164 de la Ley 23 de 1982 -Derechos de autor- (Archivado).[6]
- Organizar el concurso de méritos para la elección del Registrador Nacional del Estado Civil, en concordancia con lo dispuesto en el artículo 266 de la Constitución Nacional.[7]
- Modificar la Ley 5.º de 1992, para establecer el procedimiento de elección de los miembros del Consejo Nacional Electoral por parte del Congreso (Archivado).[8]
- Dictar el Estatuto Fronterizo Especial para el Desarrollo Económico y Social del departamento de La Guajira, en desarrollo del artículo 337 de la Constitución Política (Retirado).[9]
- Modificar el artículo 32 de la Ley 782 de 2002 -telefonía celular-.[10]
- Modificar la Constitución Política de Colombia, Título IX de las Elecciones y de la Organización Electoral, Capítulo I del Sufragio y de las Elecciones, artículo 258 -obligatoriedad del voto- (Archivado).[11]
- Creación de un mecanismo para interrumpir la aplicación de los decretos reglamentarios que vulneren el contenido material de una ley, cuando el ejecutivo en uso de la potestad reglamentaria que le confiere la Constitución (Archivado).[12]
- Reglamentar el término de permanencia de datos en centrales de información de las entidades financieras.[13]
- Decretar unas excenciones tributarias en la subregión del canal del dique.[14]
- Expedir el código penitenciario y carcelario (Retirado).[15]

## Carrera política
Su trayectoria política se ha identificado por su ayuda y apoyo en grandes movimientos en el Cesar :

### Partidos políticos
A lo largo de su carrera ha representado los siguientes partidos:
| Partido político | Fecha Inicio        | Fecha Fin               |
| Partido de la U  | 20 de julio de 2002 | 19 de julio de 2010     |
| Partido Liberal  | 1 de enero de 1995  | 31 de diciembre de 1997 |

### Cargos públicos
Entre los cargos públicos ocupados por Mauricio Pimiento Barrera, se identifican:
| Cargo público           | Partido político | Fecha Inicio        | Fecha Fin               |
| Senador de la República | Partido de la U  | 20 de julio de 2002 | 15 de mayo de 2008      |
| Gobernador Cesar        | Partido Liberal  | 1 de enero de 1995  | 31 de diciembre de 1997 |